# STS-65
STS-65 e шестдесет и третата мисия на НАСА по програмата Спейс шатъл и седемнадесети полет на совалката Колумбия. Основната цел на полета са експерименти в областта на материалознанието, както и различни медико-биологични. Експериментите се провеждат в Международната микрогравитационна лаборатория (International Microgravity Laboratory (IML-2)), разположена в лабораторния модул „Спейслаб“ в товарния отсек на совалката „Колумбия“.

## Екипаж
| Пост                         | Астронавт                                |
| ---------------------------- | ---------------------------------------- |
| Командир                     | Робърт Кабана трети космически полет     |
| Пилот                        | Джеймс Халсъл първи космически полет     |
| Специалист на мисията 1      | Ричард Хиб трети космически полет        |
| Специалист на мисията 2      | Карл Уолц втори космически полет         |
| Специалист на мисията 3      | Лерой Чао първи космически полет         |
| Специалист на мисията 4      | Доналд Томас първи космически полет      |
| Специалист по полезния товар | Чиаки Мукаи NASDA първи космически полет |

- Броят на полетите е преди и включително тази мисия.

## Дублиращ екипаж
| Пост                         | Астронавт            |
| ---------------------------- | -------------------- |
| Специалист по полезния товар | Жан-Жак Фавие CNES-2 |

## Полетът
Това е четвъртият полет с т. нар. система за удължаване на полета ( Extended Duration Orbiter (EDO)). Последната позволява удължаване на автономния полет на совалките до 16 денонощия.
Това е международен полет с експерименти, разработени от учени от ЕКА, Канада, Франция, Германия и Япония в областта на материалознанието, физиката, биологията.
В областта на биологията се изследват ефектите върху живите организми при намаляване на гравитацията, синдрома на пространствената адаптация и хормоналните промени при космическите полети.
Биологичните експерименти и съоръженията на IML-2, включват: експеримент с водни животински организми (Aquatic Animal Experiment Unit (AAEU)), Biorack (ВР), Biostack (BSK), Медицинска програма с удължен престой (Extended Duration Orbiter Medical Program (EDOMP)), гръбначни промени в условията на микрогравитация (Spinal Changes in Microgravity (SCM)), Lower Body Negative Pressure Device (LBNPD), Microbial Air Sampler (MAS), работна атестационна станция (Performance Assessment Workstation (PAWS)), бавно въртящ се центрофугален микроскоп (Slow Rotating Centrifuge Microscope (NIZEMI)), радиационен мониторинг в реално време (Real Time Radiation Monitoring Device (RRMD)) и термоелектрически инкубатор (Thermoelectric Incubator (TEI)).
Микрогравитационните експерименти включват: "Приложно изследване на методи за разделяне (Applied Research on Separation Methods (RAMSES)), Bubble, Drop and Particle Unit (BDPU), Critical Point Facility (CPF), на електромагнитен преработвателен котейнер ( Electromagnetic Containerless Processing Facility (TEMPUS)), свободно движещ се уред за електрофореза (Free Flow Electrophoresis Unit (FFEU)), голяма изотермична пещ (Large Isothermal Furnace (LIF)), Quasi Steady Acceleration Measurement (QSAM), система за измерване на ускорението в космоса (Space Acceleration Measurement System (SAMS)) и вибрационно изолирана система за експерименти ( Vibration Isolation Box Experiment System (VIBES)).

## Параметри на мисията
- Маса:
  - Маса на полезния товар: 10 811 кг
- Перигей: 300 км
- Апогей: 304 км
- Инклинация: 28,4°
- Орбитален период: 90.5 мин